# Zygodon quitensis
Zygodon quitensis är en bladmossart som beskrevs av Mitten 1869. Zygodon quitensis ingår i släktet ärgmossor, och familjen Orthotrichaceae. Inga underarter finns listade i Catalogue of Life.